# حمله آنتورپ (۱۹۸۰)
در ۲۷ ژوئیه ۱۹۸۰، سعید الناصر، یک فلسطینی متولد سوریه، از نارنجکها برای حمله به گروهی از ۴۰ کودک یهودی در آنتورپ، بلژیک که همراه با خانواده‌هایشان منتظر اتوبوسی بودند که آنها را به کمپ تابستانی ببرد، استفاده کرد.
در این حمله یک پسر کشته شد و ۲۰ نفر دیگر زخمی شدند. مهاجم محکوم شد.

## حمله
حمله در خارج از مرکز فرهنگی Agoudath Israel در آنتورپ رخ داد. گروهی از کودکان، با سنین ۱۰ تا ۱۴ سال، که از بریتانیا، فرانسه، هلند، اتریش و بلژیک آمده بودند، همراه با خانواده‌هایشان منتظر بودند تا سوار اتوبوسی شوند که آنها را به یک کمپ تابستانی در تپه‌های آردن در جنوب بلژیک ببرد.
انفجار یک پسر، دیوید کوهن ۱۵ ساله از پاریس را کشت و ۲۰ نفر دیگر را که سنین ۸ تا ۲۷ سال داشتند، زخمی کرد که هشت نفر از آنها باید بستری می‌شدند، از جمله یک دختر ۱۳ ساله بلژیکی با آسیب‌های مغزی بحرانی و یک زن باردار. دو برادر جوان به نام‌های زوی و موتی گلیزر، به ترتیب ۸ و ۹ ساله، در زمان حمله در حال عبور بودند و زخمی و بستری شدند.
مهاجم پس از اینکه گواه‌ها او را تعقیب کردند، دستگیر شد. علاوه بر نارنجک‌های پرتاب شده، او یک تپانچه و «چندین خشاب مهمات» که در حمله استفاده نشده بود، همراه داشت.
این حمله یکی از چندین حمله ضدیهودی در سراسر جهان در اوایل دهه ۱۹۸۰ بود.

## مجرم
سعید الناصر یک سوری-فلسطینی است که در سال ۱۹۸۰ در بلژیک به جرم پرتاب دو نارنجک دستی به سمت گروهی از کودکان یهودی که در انتظار اتوبوس در آنتورپ بودند، محکوم شد. او در زمان دستگیری، گذرنامه مراکشی به همراه داشت.
در سال ۱۹۹۰، الناصر زندانی در ازای بخشی از خانواده هوتکینز-کتس، یک خانواده بلژیکی-فرانسوی که در لیبی ربوده شده بودند، «مبادله» شد در جریان حادثه سیلکو.